# Lycaeides pseudosamuelis
Lycaeides pseudosamuelis är en fjärilsart som beskrevs av Vladimir Nabokov 1949. Lycaeides pseudosamuelis ingår i släktet Lycaeides och familjen juvelvingar. Inga underarter finns listade i Catalogue of Life.